# Aspalathus sceptrum-aureum
Aspalathus sceptrum-aureum är en ärtväxtart som beskrevs av Rolf Martin Theodor Dahlgren. Aspalathus sceptrum-aureum ingår i släktet Aspalathus och familjen ärtväxter. Inga underarter finns listade i Catalogue of Life.